# Léonce Petit
Pour les articles homonymes, voir Petit (patronyme).
Léonce Justin Alexandre Petit (1839-1884) est un artiste peintre, illustrateur, caricaturiste, graveur sur bois et lithographe français.

## Biographie

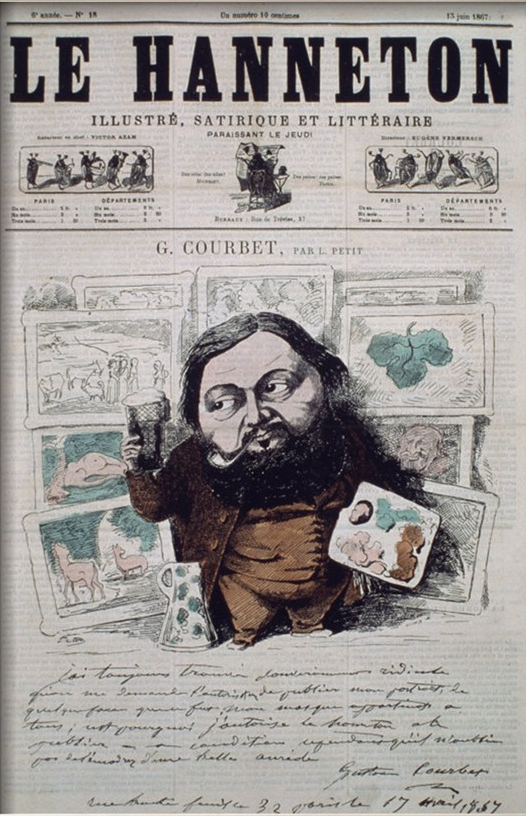
« Gustave Courbet », chargé pour Le Hanneton le 13 juin 1867 : à l'arrière-plan, une allusion à L'Origine du monde ?

Léonce Petit est né le 14 mai 1839 à Taden (Côtes-d'Armor). Sa mère, Marie, est née à Jersey, son père, Modeste, est originaire de Sancey-le-Grand (Doubs).
Il collabore au Journal amusant à partir de 1863, puis, à compter de 1867, au Hanneton, à L'Éclipse, au Bouffon, dont il fait les unes en forme de portrait-charge.
S'il est connu principalement pour son travail de graveur sur bois, on connaît de lui une eau-forte, produite pour la Société des aquafortistes en 1866, « Pardon de St Gildas », éditée par Cadart & Luquet. Par ailleurs, en 1869, il produit une remarquable suite de planches lithographiées pour un album, Les Mésaventures de M. Bêton.
Il expose au Salon à partir de 1869 des huiles sur toile.
Après la chute du Second Empire, il reprend son travail pour la presse à partir de 1873, livrant des compositions au Grelot, puis, à partir de 1882, à l'Almanach du Père Gérard à Quimperlé, à l'hebdomadaire pour enfants Saint-Nicolas, au Petit Journal pour rire et au Monde illustré, dans lequel, chaque semaine, il propose une scène de la vie de province ou de la paysannerie : « une seule ligne pour le contour des êtres et des choses, pas de modelé, pas d'ombres ni de lumières, rien que des silhouettes. »
Léonce Petit a illustré de nombreux ouvrages, des albums qu'il a composé lui-même, notamment pour les éditions Delagrave et Flammarion.
Il meurt à son domicile parisien au 8 avenue du Maine le 19 août 1884 : depuis plusieurs années, il souffrait d'attaques de goutte.
Il a été inhumé au cimetière de Gennevilliers, à la suite d'obsèques mouvementées.

## Livres et albums illustrés
Lorsque les ouvrages sont indiqués sans nom d'auteur, ils sont l'œuvre intégrale de Léonce Petit (texte, dessins et gravures) :
- Le Roman d'une cuisinière raconté par son sapeur, Paris, Éditions Guérin, 1866.
- Louis-François Norewkwoff, Pauvres bouquiniers !, Paris, Charles Marpon, 1867.
- Eugène Vermersch, Les Binettes rimées, avec Félix Régamey, Paris, Bureaux de L'Image - éd. Gayet, 1868 — sur Gallica.
- Champfleury, M. Tringle, Paris, Librairie Hachette, 1868.
- Les Mésaventures de M. Bêton, album de 50 lithographies sous forme de strips, Paris, s.n. s.d. [1869, éd. Lacroix], — sur Gallica.
- Abbé J. A. Dubois [adapt.], Le Pantcha-Tantra ou les cinq ruses. Fables du brahme Vichnou-Sarma, suivies de Aventures de Paramarta, Paris, Barraud, 1872.
- Les Bonnes gens de province, plusieurs albums, Paris, Bureau du Journal amusant et du Petit Journal pour rire, [1875-1880] — « Premier Album » sur Gallica.
- Léopold Dauphin, L'Éducation musicale de mon cousin Jean Garrigou, Paris, Delagrave, 1880.
- Paul Arène, La Vraie Tentation du grand saint Antoine. Contes de Noël, Paris, G. Charpentier, 1880.
- Le Père Gérard, Histoire de la Révolution française racontée par le Père Gérard à ses amis les villageois, avec 300 dessins, Paris & Quimperlé, Bureaux du Père Gérard, 1881.
- La Conversion de monsieur Gervais, Paris, G. Charpentier, 1881 — lire sur Gallica.
- M. de Chennevières, Contes de Saint-Santin, Paris, E. Plon & Cie, 1881 — sur Gallica.
- Louis Durieu, Le Pion, Paris, Marpon et Flammarion, 1881.
- Paul Sébillot, Contes de terre et de mer. Légendes de Haute-Bretagne, collectif d'illustrateurs[4], Paris, G. Charpentier, 1883.
- Maurice Barr, Mémoires d'une poule noire, Paris, Ducrocq, 1883.
- Louis Durieu, Ces bons petits collèges, Paris, Marpon & Flammarion, 1883.
- Les Sept Métiers du petit Charles et Jules le présomptueux, Paris, Charles Delagrave, 1884.
- Elphège Boursin, Les Capucins gourmand, Paris, Marpon & Flammarion, 1885.
- Les Comédiens malgré eux, Paris, Charles Delagrave, 1887 ? — sur Gallica.